# تا پیر گریپت
تا پیر گریپت (به لاتین: Tête à Pierre Grept) یک کوه در سوئیس است که در کانتون وله واقع شده‌است. تا پیر گریپت ۲٬۹۰۴ متر بالاتر از سطح دریا واقع شده‌است.